# Melolonthini
Melolonthini  es una tribu de coleópteros escarabeidos que contiene las siguientes subtribus.

## Subtribus
- Enariina
- Heptophyllina
- Leucopholina
- Melolonthina
- Pegylina
- Rhizotrogina
- Schizonychina

## Géneros
- Achranoxia - Adoretops - Aethiartrogus - Afrolepis - Allothnonius - Amblonoxia - Amphimallina - Anartioschiza - Anisopholis - Anomalochela -

Anoxia - Anoxoides - Antitrogus - 
Apogonia - 
Aposchiza - Articephala - Asactopholis - Asaphomorpha - Asophrops - Asthenopholis - Aulacoschiza - Beriqua - 
Brachylepis - Brachyllus - Brachypholis - Brahmina - Butozania - Byrsalepis - Cephaloschiza - Chaetocosmetes - Cheronia - Chiloschiza - Chilotrogus - Clypeasta - Cnemoschiza - Cochliotis - Cochliotodes - Coelogenia - Coniopholis - Coniotrogus - Crepischiza - Cryphaeobius - Cryptotrogus - Chyphochilus - Cyphonotus - Cyphonoxia - Dasylepida - Dermolepida - Diacucephalus - Dicheloscema - Dinacoma - Empecta - Empectida - Empectoides - Empycastes - Enaria - 
Encya - 
Energetia - Enthora - Entyopsis - Entypophana - Eremotrogus - Eulepidopsis - Eupegylis - Euranoxia - Eutrichesis - Exolontha - Exopholis - Genyoschiza - Globulischiza - Glyptoglossa - Grananoxia - Gymnogaster - Gymnoschiza - Hecistopsilus - Heptelia - Heptophylla - Heteroschiza - Hexataenius - Hilyotrogus - Holisonycha - Holomelia - Holopycnia - Holorhopaea - Holotrichia - Homoeoschiza - Hoplochelus - Hoplocnemus - Hoplolontha - Hoplosternodes - Hoplosternus - Hypochrus - Hypolepida - Hypopholis - Hypothyce - Hypotrichia - Idiapogonia - Idionycha - Jalalabadia - Lachnodera - Lachnosterna - Lachnota - Lasiexis - Lasiotropus - Latipalpus - Lecantotrogus - Lepidiota - Lepidomela - Lepidotrogus - Lepischiza - Leucopholis - Leucophorus - Magniscarabaeus - Malaisius - 
Mascarena - Megacoryne - Meganoxia - Megarhopaea - Megistophylla - Melolontha - Melolonthoides - Metatrogus - Microlontha - Microphylla - Microrhopaea - Microtrichia - Miolachnosterna - Miridiba - Nanorhopaea - Nematophylla - Ochranoxia - Octoplasia - Oligophylla - Oreotrogus - Othnonius - Pachrodema - Pahangia - Panotrogus - Pararhopaea - Pectinichelus - Pegylis - Pentaphylla - Pentelia - 
Phiara - Philacelota - Pholidochris - Phyllophaga - Plectrodes - Pollaplonyx - Polyenaria - Polyphylla - Polyphyllum - Proagosternus - Proseconius - Proteroschiza - Pseudenaria - Pseudholophylla - Pseudoapterogyna - Pseudodiplotaxis - Pseudoholophylla - Pseudolontha - Pseudopantrogus - Pseudopholis - Pseudosymmachia - Psilonychus - Psilopholis - Ramilia - 
Redotus - Rhabdopholis - Rhadinolontha - Rhizoproctus - Rhopaea - Rhyxicephalus - Rhyxiderma - Rubilepis - Schismatocera - Schistocometa - Schizonycha - Schoenherria - Sebakue - Semienaria - Shangaia - Sophrops - Spaniolepis - Spathoschiza - Stenopegylis - Stephanopholis - Suntemnonycha - Syngeneschiza - Terebrogaster - Thyce - Toxospathius - Trematodes - 
Tricholepis - Trichoschiza - Trigonocnemus - Trinoxia - Unguiculenaris - Vadonaria - Xenotrogus - Zietzia